# Castelnuovo Magra
Castelnuovo Magra – miejscowość i gmina we Włoszech, w regionie Liguria, w prowincji La Spezia.
Według danych na rok 2004 gminę zamieszkuje 7955 osób, 568,2 os./km².